# Jakov Sannikov
Jakov Sannikov (Russisch: Яков Санников) (Oest-Jansk, 1780 - na 1812) was een Russische bonthandelaar en zeevaarder, die een aantal Nieuw-Siberische Eilanden ontdekte.
In 1800 ontdekte hij Stolbovoj, in 1805 Faddejevski en in 1808 voer hij samen met Matvej Gedensjtrom opnieuw naar het gebied, waarbij hij in 1810 het eiland Nieuw-Siberië overstak en het jaar erop Faddejevski onderzocht. Hij ontdekte ook Bungeland, de zandige verbinding tussen Faddejevski en Kotelny. Bij terugkomst in 1811 verklaarde hij een groot eiland te hebben gezien ten noorden van Kotelny, dat Sannikovland werd genoemd. Dit eiland was het onderwerp van een aantal zoektochten (onder andere naar het hypothetische supercontinent Arktida, waarbij uiteindelijk begin 20e eeuw werd vastgesteld dat Sannikovland niet bestond.
De Sannikovstraat tussen Maly Ljachovski en Kotelny werd naar hem vernoemd.